# Media mobile

La media mobile (in rosso) permette di smussare la funzione (in blu)

In statistica, la media mobile di un insieme di dati consiste nel creare una serie di medie di vari sottoinsiemi dell'insieme completo. È uno strumento usato per l'analisi di serie storiche, e, ad esempio, viene usato in finanza per l'analisi tecnica.

## Definizione
Data una serie storica {\displaystyle \{y_{t}\}} con {\displaystyle t=1,2,\dots ,T}, contenente i valori osservati di una variabile {\displaystyle Y} dal tempo 1 al tempo {\displaystyle T}, siano:
- {\displaystyle m_{1}} il numero dei periodi precedenti a {\displaystyle t};
- {\displaystyle m_{2}} il numero dei periodi successivi a {\displaystyle t};
- {\displaystyle \theta _{i}} il peso da attribuire all'{\displaystyle i}-esimo valore osservato;

si definisce media mobile al tempo {\displaystyle t} il valore:
{\displaystyle mm_{t}={\frac {1}{k}}\sum _{i=-m_{1}}^{m_{2}}\theta _{i}y_{t+i}}
dove:
- {\displaystyle k=m_{1}+m_{2}+1} è il periodo o l'ordine della media mobile, ed equivale al numero degli addendi.

Una media mobile viene detta:
- semplice se i pesi {\displaystyle \theta _{i}} sono tutti uguali a {\displaystyle 1} (in tal caso, si tratta di una normale media aritmetica);
- centrata se {\displaystyle m_{1}=m_{2}};
- simmetrica se centrata e se {\displaystyle \theta _{i-m}=\theta _{i+m}} per ogni {\displaystyle m} compreso tra 1 e {\displaystyle m_{1}=m_{2}}.

## Tipi di medie mobili

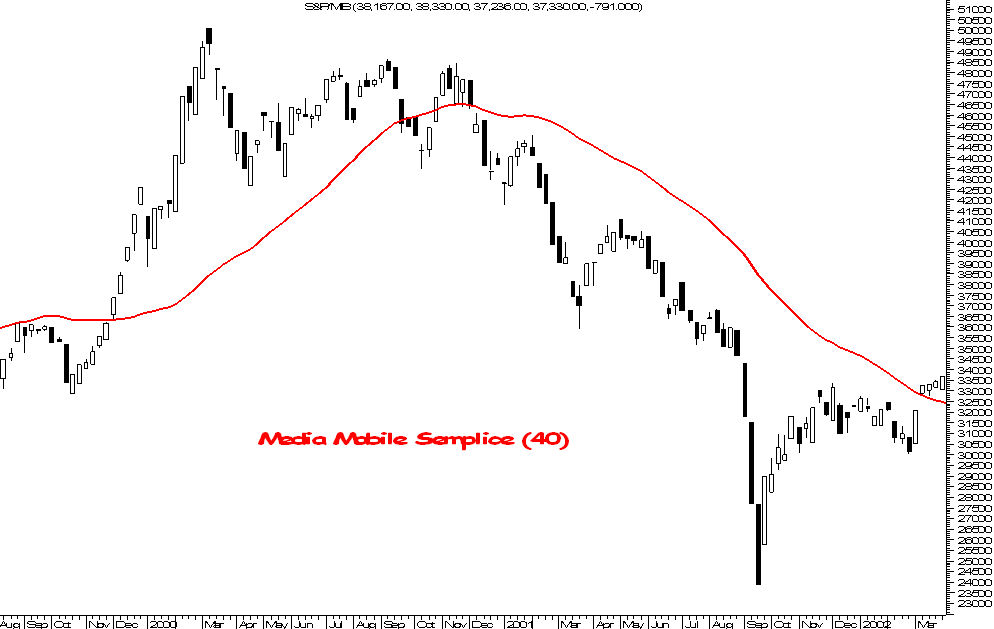
Media mobile semplice a 40 periodi sull'indice SPMIB40

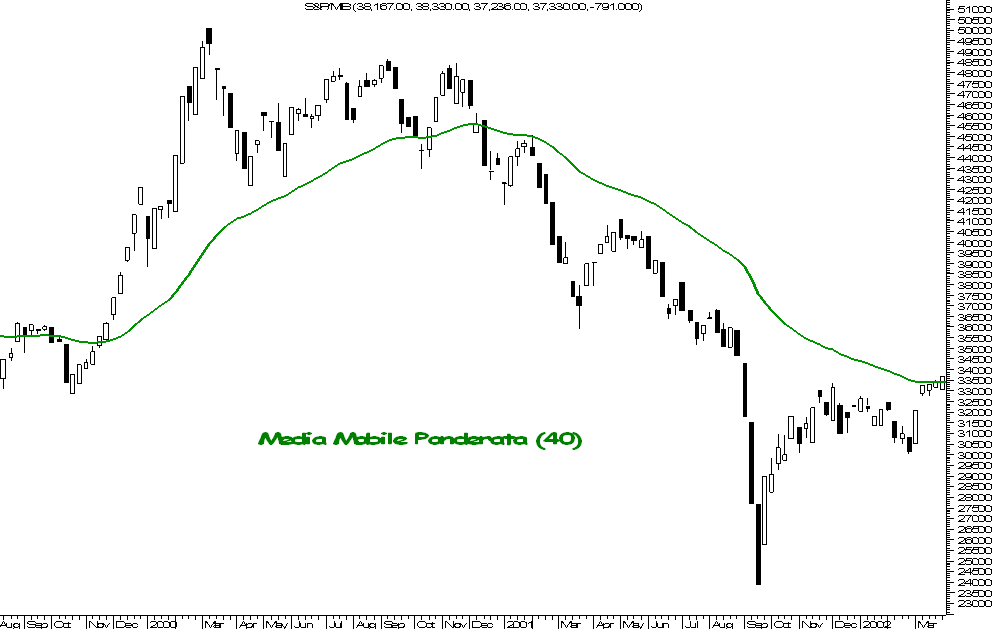
Media mobile ponderata a 40 periodi sull'indice SPMIB40

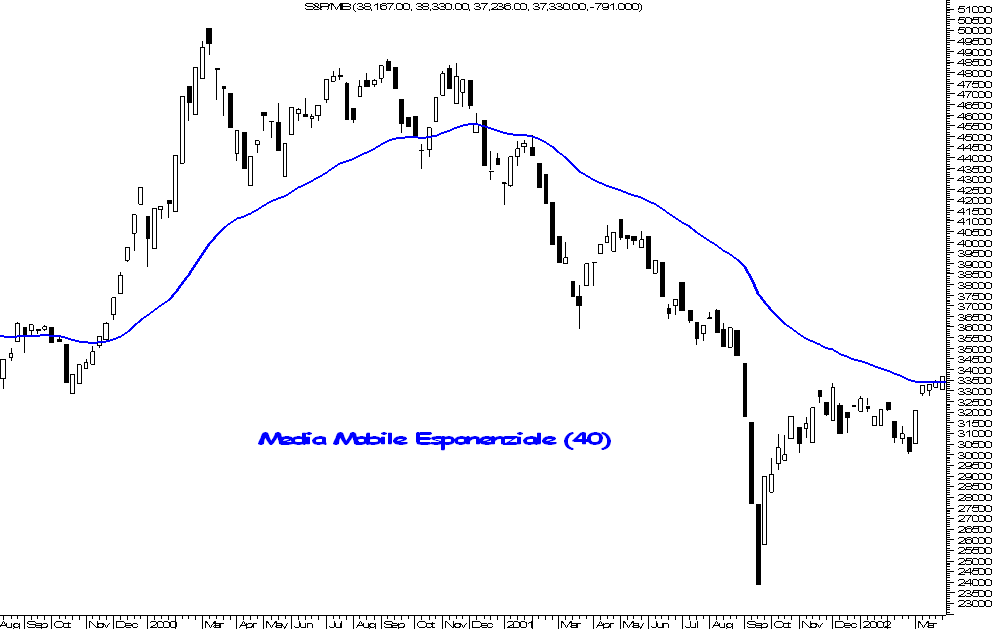
Media mobile esponenziale a 40 periodi sull'indice SPMIB40

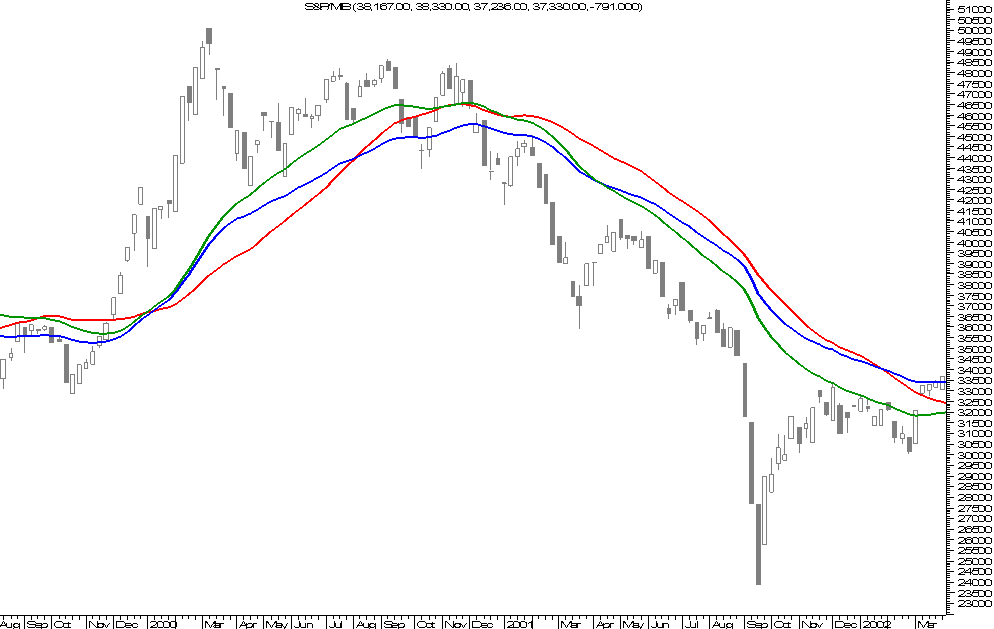
Tre differenti medie mobili a 40 periodi sull'indice SPMIB40

Esistono diversi tipi di medie mobili che differiscono tra loro semplicemente nella formula di calcolo generando così segnali più o meno sensibili alle variazioni dei dati. I principali sono i seguenti, considerati - per fissare le idee - con riferimento a dati che sono prezzi:

### Media mobile semplice
(Simple Moving Average, SMA) Detta anche aritmetica, rimane quella più usata dagli analisti e di più facile calcolo. Vengono considerati i dati di un determinato periodo e ne viene calcolata la media sommandoli fra loro e dividendo per il numero totale di valori. Questo tipo di media però viene spesso criticata da molti in quanto assegna la stessa importanza a ogni singolo dato: in una media mobile a 100 periodi l'ultimo valore ha la stessa importanza, 1% di "peso", del primo valore.

### Media mobile ponderata
(Weighted Moving Average, WMA) Sono state ideate per ovviare al problema delle medie mobili semplici riguardo al peso da assegnare ai valori presi in considerazione. Il suo calcolo prevede che, prendendo in esame una media mobile a 10 periodi, la chiusura del decimo giorno venga moltiplicata per 10, quella del nono giorno per nove, dell'ottavo giorno per otto e così via. Così facendo si dà maggior peso agli ultimi valori; il totale verrà poi diviso per la somma dei multipli, ovvero nel nostro caso sarà diviso per 1+2+3+...+10=55.
Resta il fatto che nonostante le varianti di calcolo anche questa media mobile non riesce a dare istantaneamente un'idea di quello che sta accadendo sul mercato.
{\displaystyle WMA=(C_{1}*1+C_{2}*2+C_{3}*3+...+C_{n}*n)/(1+2+3+...+n)}

### Media mobile esponenziale
(Exponential Moving Average, EMA) Questa media mobile viene generata da un sistema di calcolo molto più complesso che cerca sempre di eliminare le carenze della media mobile semplice. Viene quindi dato un peso differente ai vari prezzi, maggiore ai più recenti e minore a quelli più vecchi, fatto che porta molti a definirla media mobile ponderata esponenziale. Nonostante dia un'importanza minore ai prezzi passati li include ugualmente nel suo calcolo prendendo in esame quindi molti più valori di quelli definiti dal periodo della media mobile. Resta di fatto un indicatore quasi impossibile da generare se non attraverso il computer in quanto la sua formula resta di difficile calcolo per qualsiasi analista.

### Media mobile adattiva
Uno dei problemi riscontrati nell'uso della media mobile riguarda la scelta del periodo da utilizzare; mentre la media mobile veloce può risultare più efficace in un mercato che si muove poco, una più lenta sarà preferibile in un mercato con un trend ben definito. Per ovviare a questo problema Perry Kaufman ha ideato una media mobile che, utilizzando uno studio sulla volatilità presente nel mercato, adatta la sua velocità. I calcoli e la teoria su cui si basa questo tipo di media mobile non sono di facile apprendimento e si basano su concetti abbastanza avanzati sia di statistica che matematica. È stato anche concepito un efficiency ratio, o rapporto di efficienza, che mette a confronto movimento dei prezzi con il livello di volatilità. Quando il rapporto di efficienza è elevato, il movimento è maggiore della volatilità, favorendo la media più veloce; quando è basso, la volatilità è maggiore del movimento, il che favorisce una media mobile più lenta. Incorporando l'efficiency ratio si verifica un aggiustamento automatico della media mobile adattiva alla velocità più opportuna per il mercato corrente.
Tabella riassuntiva:
| Giorno | Chiusura | SMA   | EMA   | WMA   |
| ------ | -------- | ----- | ----- | ----- |
| 1      | 10,00    |       |       |       |
| 2      | 10,50    |       |       |       |
| 3      | 10,80    |       |       |       |
| 4      | 11,20    |       |       |       |
| 5      | 11,70    |       |       |       |
| 6      | 10,95    |       |       |       |
| 7      | 11,35    |       |       |       |
| 8      | 11,80    |       |       |       |
| 9      | 12,15    |       |       |       |
| 10     | 12,05    | 11,25 | 11,35 | 11,56 |
| 11     | 12,60    | 11,51 | 11,58 | 11,81 |
| 12     | 13,45    | 11,80 | 11,92 | 12,16 |
| 13     | 15,20    | 12,24 | 12,51 | 12,78 |
| 14     | 15,85    | 12,71 | 13,12 | 13,43 |
| 15     | 14,95    | 13,04 | 13,45 | 13,84 |

## Strategie comuni

### Uso di una media mobile

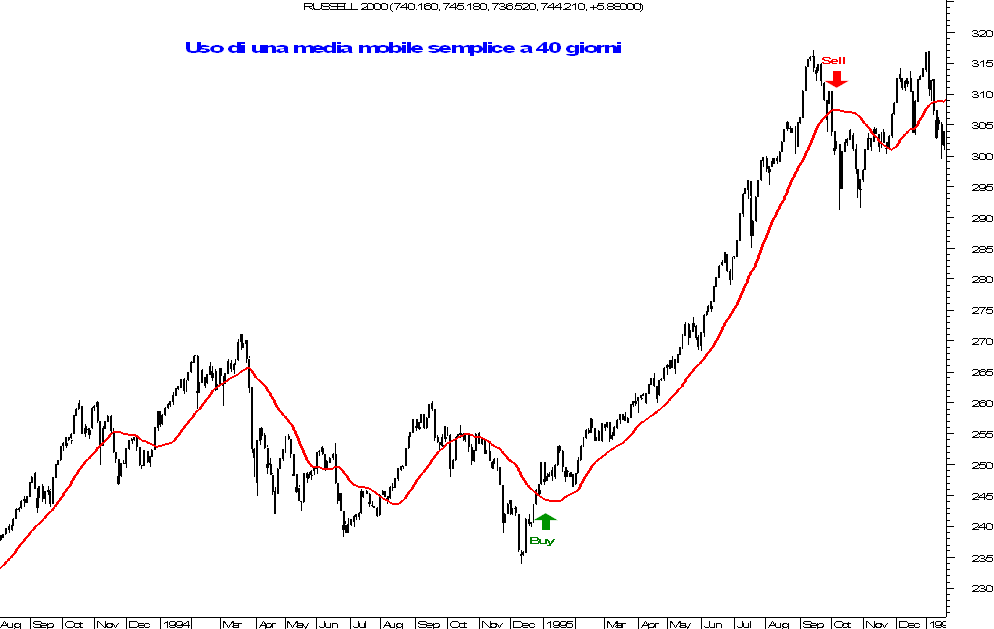
Media mobile semplice a 40 periodi sull'indice Russel2000

Le medie mobili possono anche essere viste come trendline curvilinee che evidenziano quindi zone di supporto e resistenza; quando i prezzi oltrepassano questi valori possono essere generati segnali di acquisto oppure di vendita. Più precisamente verranno generati segnali d'acquisto quando i prezzi saliranno al di sopra della media mobile, mentre quando scenderanno al di sotto scatterà la vendita. Va tenuto presente che il periodo utilizzato influisce notevolmente sui segnali generati: se si sceglierà un periodo minore si otterrà una media mobile molto più vicina ai prezzi che avrà come conseguenza una maggiore tempestività, ma un maggior numero di falsi segnali; al contrario un periodo maggiore darà origine a una linea più smussata, ma lenta a seguire l'andamento.

### Uso di due medie mobili

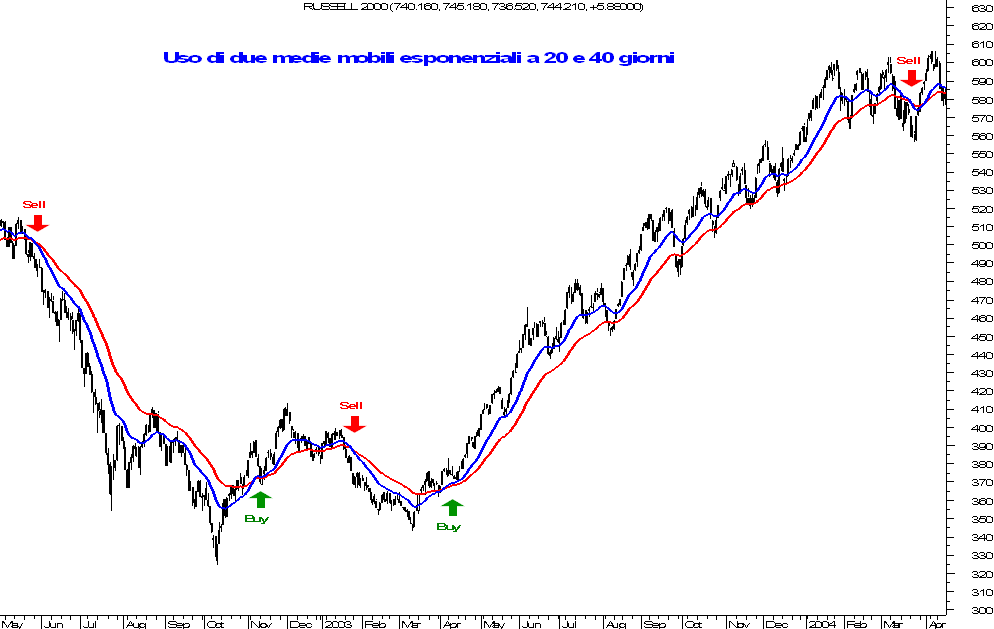
Medie mobili esponenziali a 20 e 40 periodi sull'indice Russel2000

Questa forse la strategia più utilizzata dagli analisti e prevede di generare segnali all'incrocio tra due medie mobili (doppio crossover); vengono utilizzate due medie, ovviamente di periodo differente. Quando quella più veloce, ovvero generata da un periodo minore, incrocerà al rialzo quella più lenta verrà generato un segnale di acquisto; viceversa quando quella lenta sarà tagliata al ribasso da quella più veloce si avrà la vendita. Anche qui i periodi scelti per la creazione delle medie mobili avranno effetto sui segnali generati: se si vorrà seguire andamenti di maggiore respiro sarà necessario aumentare i periodi delle due medie mobili, mentre se si vorranno cavalcare i movimenti di breve periodo si potranno utilizzare due medie mobili più veloci.

### Canali di medie

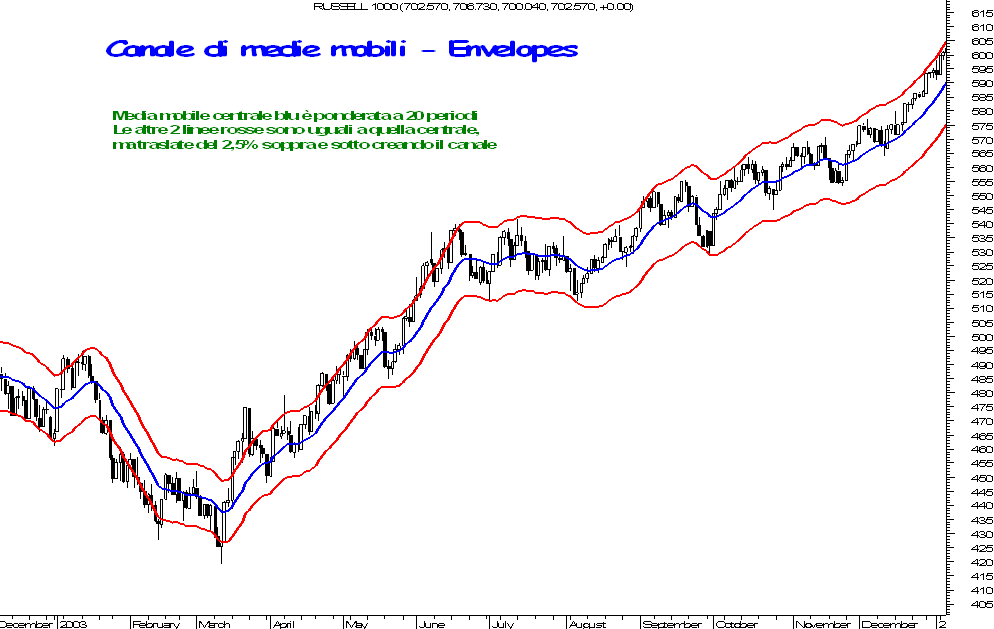
Canale di medie mobili generato traslando del 2,5% sopra e sotto una media mobile ponderata a 20 periodi sull'indice Russel2000

Le medie mobili possono anche essere usate per generare canali (envelopes) in cui i prezzi oscillino. L'analista dovrà essere in grado di riconoscere una variazione percentuale adeguata al tipo di mercato che andrà ad analizzare; questo canale è costruito solo con una media mobile, quella centrale, che verrà poi spostata di una determinata percentuale sopra e sotto; queste tre linee formeranno quindi un canale e sarà possibile stabilire quando il titolo s'è allontanato troppo dalla sua media mobile centrale. Un'idea molto simile è stata poi sviluppata più accuratamente da Bollinger nelle sue bande.

## Perequazione
Perequazione: statistica indica un'operazione di "smussamento" (smoothing) dei dati, cioè una correzione della distribuzione per ridurre delle misure che sono eccessivamente diverse dalle altre. In questo modo si ha una riduzione della variabilità dei dati. La media mobile può essere calcolata sostituendo a ogni dato della serie storica la media con il dato precedente e il successivo, se la media è di 3 termini, con i due dati precedenti e i due successivi se è di 5 termini e così via. La media mobile è definibile su un numero qualunque {\displaystyle n} di termini purché dispari, e comporta una perdita di informazione in quanto non è calcolabile per i primi {\displaystyle (n-1)/2} dati e per gli ultimi {\displaystyle (n-1)/2} dati. Questo calcolo è utile specialmente se non si dispone di un numero significativo di dati (25-30 è un campione di riferimento in statistica), per effettuare il calcolo su più di un periodo.
Sempre tramite un grafico, un'interpolazione lineare sui dati della media mobile ricavati dai dati storici, anziché direttamente sui dati storici, può esprimere con maggiore chiarezza una correlazione fra due variabili, liberate dall'influenza di cause accidentali e senza dover esprimere una relazione analitica. In particolare, viene evidenziato un andamento (trend), se in ascissa c'è una variabile temporale.